# Iris kobasensis
Iris kobasensis là một loài thực vật có hoa trong họ Diên vĩ. Loài này được Prodán miêu tả khoa học đầu tiên năm 1934 publ. 1935.